# Literatura do Sudão
A literatura do Sudão refere-se a obras orais e escritas de ficção e não-ficção criadas durante a história cultural da atual República do Sudão. Isso também inclui o território do que antes foi o Sudão anglo-egípcio, bem como a longa e diversificada história desta área.
Os primeiros e mais antigos registros existentes dos precursores da literatura sudanesa podem ser datados de cerca de 300 a.C e foram escritos na escrita meroítica. Esses registros históricos, como inscrições em arenito, testemunham os reis de Cuxe e as divindades da cultura cuchita no norte do Sudão.
Durante a cristianização da Núbia no século VI, a língua cuchita e a escrita cursiva foram substituídas pelo grego medieval, língua copta e a língua núbia antiga, com textos relacionados tanto à religião quanto aos assuntos públicos e à vida privada. A partir do século XIV, o árabe tornou-se a língua principal na Núbia e, com a disseminação do Islã, se tornou a principal língua escrita e falada para assuntos religiosos e seculares em outras partes do Sudão.
“Muito antes do romance e o conto se tornarem gêneros literários, a literatura sudanesa existia na forma de contos orais e poemas narrativos, muitos dos quais, até recentemente, eram transmitidos de geração em geração.", afirma o crítico literário Eiman El-Nossa, autor do artigo seminal The Development of Contemporary Literature in Sudan.
Por meio da difusão da literatura escrita em jornais sudaneses, bem como por meio da educação formal não-religiosa no século XX e além, uma literatura sudanesa moderna de ficção e não-ficção em árabe começou a aparecer. Alguns escritores modernos com raízes sudanesas porém residentes em outros países, como Leila Aboulela ou Jamal Mahjoub, escrevem suas obras em inglês e, junto com traduções de obras originais escritas em árabe, tornaram a literatura ficcional sobre o Sudão acessível a um público mais amplo.
A União de Escritores Sudaneses foi uma organização fundada em 1985 com o objetivo de promover a liberdade de expressão em uma sociedade multicultural e reunir escritores de diferentes grupos culturais do Sudão e da África. Foi dissolvido pelo governo militar de Omar al-Bashir em 1989 e só pôde ser revivido a partir de 2006. Após dez anos de atividades no contexto geral de repressão da liberdade de expressão, foi novamente encerrado em 2015, mas por decisão de um tribunal de recursos, a união conseguiu retomar as suas atividades no final de 2016.

## Formas tradicionais e modernas de literatura oral
A literatura no Sudão de hoje é contada oralmente, recitada ou escrita na língua árabe, com certos tipos de variações também em outras línguas locais, como a comum poesia na língua fur falada no leste do Sudão. Como em outros países africanos, tanto a literatura escrita quanto os gêneros de tradição oral, como contos populares, provérbios ou poemas, são comuns, mas dependem de seu ambiente social, como em sociedades rurais, parcialmente analfabetas ou em polos urbanos. Esses tipos de narrativa oral podem ser simplesmente recitados por indivíduos ou por grupos de pessoas, ou podem ser acompanhados por cantos e acompanhamentos musicais, transgredindo assim a definição teórica de literatura e música.
Entre as tradições orais vivas, estão os conhecidos contos populares Ahaji e os Madih, contos de louvor religioso. Os Ahaji geralmente tem um caráter mitológico e muitas vezes local. De acordo com o crítico literário Eiman El-Nour, "eles invariavelmente têm finais felizes e estão cheios de cenas fantasiosas e superstições que descrevem os poderes mágicos de gênios e ogros". Madih, o outro tipo de conto, é tipicamente recitado por um cantor ou coro, e tem um caráter religioso, geralmente elogiando o profeta Maomé ou líderes religiosos reverenciados.
Desde o início do uso da escrita moderna até às antigas tradições orais, a poesia e as canções foram os gêneros mais populares no Sudão. Antes da independência, os poemas e as letras das canções eram expressões de nacionalismo e outras questões políticas nacionais. Um poeta importante, cujo versos patrióticos foram usados em canções populares como "Azza fī Hawāk" foi Khalil Farah (1892-1932). Até hoje, a poesia e as canções ocuparam um papel de destaque na cultura sudanesa. Músicas que celebram a beleza da terra, suas regiões e paisagens como o vale do Nilo ou celebram seu povo são muito populares na música moderna, pelo menos desde os anos 1930. Durante os tempos modernos de opressão política, essas formas de literatura oral foram expressões de resistência aos governantes da época e levaram à prisão ou exílio de poetas como por exemplo Mahjoub Sharif (1948-2014) ou músicos como Mohammed Wardi (1932-2012).
Uma forma tradicional de poesia oral são as canções de louvor ou zombaria de artistas do Sudão Ocidental, chamadas Hakamat. São mulheres de alta posição social, respeitadas por sua eloquência, intuição e determinação, que podem tanto incitar quanto difamar os homens de sua tribo, quando se envolvem em rixas com outras tribos. O impacto social das mulheres Hakamat é tão forte que elas foram recentemente convidadas, por iniciativas de construção da paz em Darfur, a fim de exercer sua influência na resolução de conflitos ou outras questões sociais, como a proteção ambiental.
As formas contemporâneas de literatura oral em ambientes urbanos como expressão de identidade, resistência política ou visões do futuro são as formas de poesia falada, slogans políticos, rap ou música hip hop que precederam e acompanharam a Revolução Sudanesa de 2018 a 2019.

## Literatura sudanesa moderna escrita em árabe
Segundo a escritora erudita Constance E. Berkley, "a literatura árabe sudanesa tem ligações com toda a literatura árabe, desde o passado até o presente. Ao mesmo tempo, é válida por si mesma. Entre os sudaneses, como entre outras culturas africanas e árabes, a poesia é a forma literária preferida por esses povos ". Sobre a questão posterior de escrever em árabe com um caráter sudanês distinto, o poeta e crítico sudanês Mohammed Abdul-Hayy escreveu: "Muhammad Ahmed Mahgoub foi um dos principais porta-vozes literários que expressou a ideia de uma literatura sudanesa: 'escrita em árabe, mas impregnada do idioma de nossa terra; é isso (idioma) que distingue uma literatura de uma nação de outra.'"
Embora já houvessem vários jornais publicados no Sudão por volta do início do século XX, sem dúvida o jornal mais importante em termos de impacto na literatura sudanesa moderna foi o "Al-Ra'id". Este jornal, publicado em árabe, teve início em Cartum, capital do Sudão, em 1914 e apresentava uma variedade de poesias e outras formas literárias. Seu primeiro editor foi o conhecido poeta e jornalista Abdul Raheem Glailati. Em 1917, ele foi deportado para o Cairo pelas autoridades britânicas, por conta de seu artigo criticando as péssimas condições de vida dos sudaneses, mas mesmo assim em 1924, ele publicou uma coleção de poesias nacionalistas revolucionárias.
Outro fator importante para o desenvolvimento da literatura escrita no Sudão foi a disseminação de instituições educacionais modernas, como o Gordon Memorial College em Cartum e outras escolas não-religiosas em grandes cidades como Ondrumã ou Wad Madani. A escolarização da língua inglesa também proporcionou aos intelectuais sudaneses acesso à literatura inglesa, traduções de outras línguas ocidentais e as publicações não-ficcionais sobre questões mundiais.
Além da poesia, o gênero literário mais proeminente no Sudão é o conto. Essa forma de escrita começou na década de 1920 e foi amplamente influenciada por contos árabes em jornais egípcios. Desde o período que precedeu a independência do Sudão em 1956, os contos e romances trataram de questões políticas e sociais, bem como da questão da complexa identidade cultural do país. Este tema central do que significa ser sudanês é marcado por raízes africanas e também por influências culturais árabes. Também deu o nome a um grupo de escritores da década de 1960, formado por Al-Nur Osman Abkar, Mohammed Abdul-Hayy, Ali El-Makk e Salah Ahmed Ibrahim, chamado The Forest and Sahara school.
Um jornalista sudanês e poeta renomado no mundo literário da língua árabe foi Muhammad al-Fayturi (1936-2015), cuja extensa obra poética "baseia-se principalmente em sua experiência como africano vivendo entre árabes e, portanto, aborda questões como raça, classe e colonialismo."
Em consonância com a evolução social e política de outros países da época, também foram escritos no Sudão contos, romances e poemas que tratam de temas social-realistas, como os conflitos entre as classes sociais. Isso foi estimulado por acadêmicos sudaneses, que voltavam de seus estudos no Egito ou em países europeus. O crítico literário Eiman El-Nour afirma que o romance "Al-Faragh al-'arid" foi o primeiro "verdadeiro exemplo" deste tipo. Publicada em 1970, após a morte de seu autor Malkat Ed-Dar Mohamed, a obra teria causado bastante rebuliço, por ter sido escrita tanto por uma mulher quanto por tratar de temas da realidade social.
Provavelmente o escritor sudanês mais notável internacionalmente é Tayeb Salih (1929-2009), que escreveu tanto romances quanto contos. Sua obra mais famosa, traduzida em inglês como Season of Migration to the North e publicada em 1966, trata da maioridade de um estudante que retornava da Inglaterra ao Sudão. Tornou-se famoso entre os leitores árabes da região e foi incluído na lista dos 100 melhores romances árabes da revista Banipal, e posteriormente foi traduzido para vários idiomas, incluindo além do inglês, alemão e francês.